# Francisco Villar García-Moreno
Francisco José Villar García-Moreno (Madrid, 25 de febrero de 1948 - Madrid, 26 de octubre de 2011) fue un político español del Partido Popular.

## Biografía
Aunque nacido en Madrid, transcurrió buena parte de su trayectoria en Galicia. Licenciado en Medicina y Cirugía por la Universidad de Santiago de Compostela, su carrera política ha estado estrechamente vinculada a la de Mariano Rajoy. En 1990 fue nombrado Delegado Provincial de la Consejería de Sanidad de la Junta de Galicia en Pontevedra y un año más tarde y hasta 1996 ejerció como director general del Servicio Gallego de Salud.
Ese año, tras la victoria del Partido Popular en las elecciones generales, es nombrado Secretario de Estado para la Administración Pública en el Ministerio de Administraciones Públicas, cuyo titular era precisamente Rajoy.
En años sucesivos, recorre distintos departamentos de la Administración del Estado, en los que Rajoy se encontraba al frente. Así: Secretario de Estado para el Deporte (1999-2000) - etapa que coincidió con el Campeonato Mundial de Atletismo de Sevilla y la Universiada de Mallorca -  y Director de Gabinete del Vicepresidente Primero en los Ministerios de la Presidencia (2000-2001 y 2002-2003) y del Interior (2001-2002). Fue durante su paso por el Ministerio de la Presidencia cuando, en 2000, Villar seleccionó personalmente a quien más tarde sería Vicepresidenta del Gobierno, Soraya Sáenz de Santamaría para formar parte del Gabinete de Mariano Rajoy. Dos años más tarde, Rajoy lo nombró coordinador operativo del desastre del Prestige en 2002.
Tras la designación de Rajoy como candidato del Partido Popular a la Presidencia del Gobierno, abandona la Administración General del Estado para asumir la función de su jefe de gabinete, cargo que ejerció hasta 2008, pasando luego a ocupar la tesorería del partido en el Congreso.
Fue diputado en la VIII y en la IX Legislatura.
Falleció el 26 de octubre de 2011 tras una larga enfermedad.

## Premios
- Medalla de Oro al Mérito Deportivo (2002).